# Sección de Alto Maroni
La sección de Alto Maroni (Section du Haut-Maroni en francés) es una división administrativa francesa que está situada en el departamento de ultramar de Guayana Francesa y la región de Guyana Francesa.

## Historia
A principios de 2015, en aplicación de la Ley n.º  2011-884, de 27 de julio de 2011 relativa a las colectividades de Guayana Francesa y Martinica, el Consejo Regional de Guayana Francesa y el Consejo departamental de Guayana Francesa, se fusionaron en una Colectividad única de Guayana Francesa, al estar dotada de una asamblea de electos, denominada Asamblea de Guayana Francesa, formada por 51 miembros que son elegidos entre las ocho secciones creadas a tal efecto en sustitución de los cantones, que fueron suprimidos por innecesarios.
La Sección de Alto Maroni fue creada en aplicación de dicha Ley y específicamente de su artículo 8.º, apartado L558-3, siendo formado por la unión de las cinco comunas del cantón de Maripasoula.

## Composición
La sección de Alto Maroni comprende las cinco comunas siguientes:
| Comuna      | Cantón anterior | Distrito              |
| ----------- | --------------- | --------------------- |
| Apatou      | Maripasoula     | San Lorenzo de Maroni |
| Grand-Santi | Maripasoula     | San Lorenzo de Maroni |
| Maripasoula | Maripasoula     | San Lorenzo de Maroni |
| Papaïchton  | Maripasoula     | San Lorenzo de Maroni |
| Saül        | Maripasoula     | San Lorenzo de Maroni |